# Zatoka Czoska
Zatoka Czoska (ros.: Чёшская губа, Czoszskaja guba) – zatoka Morza Barentsa, u wybrzeży Rosji, ograniczona od zachodu półwyspem Kanin. Wcina się ok. 110 km w ląd, jej maksymalna szerokość wynosi 130 km (u wejścia 55 km). Maksymalna głębokość to 55 m. Występują pływy półdobowe sięgające 4,3 m. Zatoka jest pokryta lodem od listopada do końca czerwca.